# 체펠
부다페스트 21구(헝가리어: Budapest XXI. kerülete), 체펠(헝가리어: Csepel)은 헝가리 부다페스트를 구성하는 23개의 구 중 하나다.